# Pfronten
Pfronten è un comune tedesco di 7 862 abitanti, situato nel land della Baviera.

## Amministrazione

### Gemellaggi
Pfronten è gemellata con:
- La Valle, dal 12 gennaio 2020[2]

## Sport
Stazione sciistica, Pfronten ha ospitato diverse gare di Coppa del mondo di sci alpino.